# Allanita-(Ce)
La allanita-(Ce) forma parte del grupo de la allanita, que a su vez forma parte del supergrupo de la epidota, dentro de los sorosilicatos. La allanita-(Ce) es, a gran distancia, la más común de las allanitas.
La allanita fue observada por primera vez por Thomas Allan, banquero y mineralogista escocés, en gneises procedentes de la isla de  Qáqarssuatsiaq, Groenlandia, que consecuentemente es la localidad tipo. El estudio para definirla como una especie fue llevado a cabo por Thomas Thompson, que le puso el nombre al mineral como reconocimiento a quien lo encontró. En 1987 la Asociación Mineralógica Internacional decidió que en la nomenclatura de minerales que contuvieran como componentes esenciales elementos de las tierras raras se debería incluir como sufijo el símbolo del elemento dominante entre paréntesis, por lo que la allanita con cerio como dominante quedó como allanita-(Ce).

## Propiedades físicas y químicas
En la allanita-(Ce), el cerio debe ser el elemento dominante en el lugar ocupado por el que pertenece a las tierras raras, aunque prácticamente siempre se encuentran en mayor o menor proporción otros elementos del mismo grupo. Se conocen allanitas en las que domina el neodimio y el itrio, que se consideran distintas especies. También puede contener pequeñas cantidades de uranio y torio, lo que hace que sea más o menos radiactiva. Cuando el contenido de elementos radiactivos es elevado, la radiación destruye la estructura cristalina del mineral (aunque la forma externa se mantiene) en un proceso conocido como metamictización. La  estructura puede recuperarse al menos parcialmente por calentamiento.
La allanita-(Ce) aparece habitualmente como cristales que pueden alcanzar tamaños centimétricos, generalmente de hábito prismático más o menos alargado. Los más delgados son de color marrón más o menos oscuro, a veces transparentes, mientras que los mayores son de color negro y opacos

## Yacimientos
La allanita-(Ce) es un mineral relativamente frecuente en diferentes entornos geológicos. Es común en granitos, pegmatitas y sienitas, apareciendo ocasionalmente en  vetas alpinas, esquistos, gneises y zonas de metamorfismo de contacto de calizas. También se encuentra como granos en arenas. Se conoce en más de 500 localidades, y posiblemente se encuentre en muchas más. Un yacimiento notable, por la cantidad presente y el tamaño de los ejemplares, aunque los cristales no están bien definidos, es la pegmatita de la mina El Muerto,  en San Francisco Telixtlahuaca (Oaxaca). En España, aparecen cristales notables en el skarn de la mina de oro de Carlés, en Salas (Asturias).